# Маслина Геродота
Маслина Геродота — ботанічна пам'ятка природи у Великій Ялті, Автономна Республіка Крим. Один з найстаріших екземплярів маслини європейської в Криму, віком понад 2000 років. Дерево росте на території Нікітського ботанічного саду в нижній частині Верхнього парку. На висоті 0,5 м дерево досягає в обхваті 8,8 м, висота дерева — 12 м. Зі стовбура виходить 15 великих і дрібних гілок. Незважаючи на солідний вік, дерево продовжує плодоносити.
Статус об'єкта природно-заповідного фонду — ботанічної пам'ятки природи місцевого значення наданий постановою Верховної Ради Автономної Республіки Крим від 21.12.2011 р. № 643-6/11.
На Всеукраїнському конкурсі «Національне дерево України» 2010 року це дерево було відзначене в номінації «Найстаріше дерево України» (1 місце). Вже після проведення конкурсу на мисі Сарич відкрили ще одне 2000-річне дерево — ялівець високий.

## Ресурси Інтернету
- Никитский ботанический сад  [Архівовано 31 липня 2013 у Wayback Machine.]